# Mestactieplan
De poging tot omzetting van de Europese nitraatrichtlijn van 1991 gebeurt in Vlaanderen via het Mestactieplan (MAP). Ondertussen bestaan er zeven opeenvolgende MAP's. 
Het mestactieplan bestaat uit een reeks van maatregelen. Zo bepaalt het plan bijvoorbeeld hoeveel mest landbouwers mogen gebruiken, wanneer en waar ze mogen bemesten, waar bufferstroken nodig zijn en in welke gebieden al dan niet strengere maatregelen nodig zijn. 

## Doel
Het doel van deze actieplannen is de kwaliteit van het grond- en oppervlaktewater opnieuw te verbeteren en te herstellen.
Overbemesting, met te hoge concentraties van nitraat als gevolg in het grond- en oppervlaktewater, leidt tot een uitbundige groei van algen en eendenkroos, waardoor de andere fauna en flora te weinig zuurstof en zonlicht krijgen. Het drijft ook de kosten voor drinkwater op, omdat zowel het grond- als oppervlaktewater sterker gezuiverd moet worden.
Om de invloed van de landbouw op te volgen doet de Vlaamse Milieumaatschappij (VMM) regelmatig metingen in grond- en oppervlaktewater. Deze meetnetten zijn actief sinds 1999 om het effect van de opeenvolgende Mestactieplannen op te volgen. Ook de Vlaamse Landmaatschappij (VLM) verricht wetenschappelijk onderzoek naar de mestproblematiek.

## Geschiedenis

### MAP 1
De Europese Nitraatrichtlijn dateert van 1991. Om die te halen werd op 23 januari 1991 het Mestdecreet ingevoerd. In de nacht van 29 op 30 september 1993 stelden Luc Van den Brande (CVP) en Norbert De Batselier (SP) het eerste mestactieplan voor. De dagen daarvoor en ook daarna was er hevig verzet vanuit landbouworganisaties, waaronder de Boerenbond onder leiding van Robert Eeckloo en het Algemeen Boerensyndicaat onder leiding van Kamiel Adriaens, met ook grimmige en gewelddadige manifestaties met als dieptepunt de aanval van 350 boeren van het Algemeen Boerensyndicaat op het kantoor van de Vlaamse Milieumaatschappij in Erembodegem op 12 december 1994. Eeckloo richtte zijn pijlen in de eerste plaats op Wivina Demeester, die toen Vlaams minister van Financiën en Begroting was en 'tot de Boerenbond werd gerekend'. Hij verweet haar onvoldoende weerwerk geboden te hebben en verklaarde haar persona non grata. Op 30 november 1993 stelde de Vlaamse regering de invoering van het MAP uit tot april 1994. Het zou lang niet het laatste uitstel zijn.
Op 15 maart 1995, in het zicht van de komende verkiezingen, kwam het tot een openlijke breuk in de regering over het mestactieplan: SP en VU steunden het plan terwijl de CVP, onder druk van Robert Eeckloo van de Boerenbond, het verwierp. Omdat de verkiezingen al aangekondigd waren, besloten de partijen om de korte tijd tot aan de verkiezingen te overbruggen als volwaardige regering.
Enkele jaren later kwam er na moeizaam overleg onder leiding van CVP-minister Theo Kelchtermans uiteindelijk een goedgekeurd Mestactieplan, waarvan het eerste op 1 januari 1996 in werking trad. In het plan kwam een nauwkeurige omschrijving van het begrip 'gezinsbedrijf' omdat deze van een soepelere regeling konden genieten, waardoor de kostprijs van het MAP beperkt kon worden tot 1,1 miljard frank per jaar. De kostprijs van de vroegere MAP-versie werd op 7,5 miljard frank geraamd.

### MAP 2 en MAP 2bis (1999-2006)
Dit overzicht is mogelijk incompleet; u kunt helpen door het uit te breiden.

### MAP 5 (2015-2018)
Op woensdag 10 juni 2015 werd het voorstel van decreet dat uitvoering gaf aan het vijfde mestactieprogramma goedgekeurd in de plenaire vergadering van het Vlaams Parlement.

### MAP 6 (2019-2022)
Vanwege de grote regionale en lokale verschillen in de kwaliteit van het grond- en oppervlaktewater zette MAP6 sterk in op een gebiedsgerichte aanpak.

### MAP 7 (2023-2025)
In 2022 werd het zevende plan voorbereid. Dat had al in 2024 in werking moeten zijn, maar het plan raakte niet op tijd af. In november 2022 vroeg minister Demir de landbouw-, milieu- en natuurorganisaties om in overleg zelf tot een akkoord te komen. Eerder was er eind oktober 2022 ophef ontstaan bij landbouworganisaties over voorstellen die er in een gelekt intern werkdocument stonden. In februari 2023 stelde de Europese Commissie de Belgische regering in gebreke omdat België verzuimd had op het grondgebied van het Vlaamse Gewest aanvullende en verscherpte maatregelen te nemen. In maart 2023 leek het erop dat de landbouw-, milieu- en natuurorganisaties het eens waren geraakt over MAP7 met een akkoord dat opgebouwd was uit zes pijlers:
- Gebiedsgerichte verstrenging voor het behalen van de waterkwaliteitsdoelen
- Begeleiding van landbouwers naar meer duurzame landbouwpraktijken
- Een herwaardering van mest als grondstof voor een betere bodemkwaliteit  en een circulair landbouwmodel.
- Inzetten op meer klimaatrobuuste landbouwpraktijken. Stimuleren van praktijken die een positieve impact hebben op de bodemkwaliteit.
- Vereenvoudigde handhaafbaarheid
- Samenwerking tussen overheden en middenveld binnen de opvolging

In november 2023 werd echter duidelijk dat ze het niet eens waren over de nulbemesting in kwetsbare gebieden, waaronder het Vlaams Ecologisch Netwerk (VEN). Na dagenlange boerenprotesten in februari 2024, waarbij landbouwers verschillende havens en industriegebieden blokkeerden, onderhandelde de Regering-Jambon op 15 februari 2024 met het mes op de keel een akkoord met de Boerenbond, het Algemeen Boerensyndicaat en Groene Kring dat ook een impact had op het MAP7: de nulbemesting in VEN-gebied zou uit het milieueffectenrapport (MER) van het nieuwe mestactieplan worden gehaald. Natuurpunt en de Bond Beter Leefmilieu reageerden misnoegd over dit akkoord, omdat zij niet mee aan de onderhandelingstafel werden uitgenodigd. Ze kwalificeerden de totstandkoming van het akkoord als 'een democratie onwaardig' en de handelswijze van de landbouwsector als een 'hold-up'.
MAP 7 werd op 18 december 2024 in het Vlaams Parlement goedgekeurd, maar de algemene consensus was dat het plan niet ging volstaan en de Europese Commissie bevestigde dit op 24 januari 2025 met een verzoekschrift aan het Europese Hof van Justitie.

## Waterkwaliteit in Vlaanderen
De Europese kaderrichtlijn Water stelt als doel ervoor te zorgen dat het oppervlaktewater terug een goede ecologische toestand verkrijgt tegen 2027. Dat doel werd in 2023 bijna nergens in Vlaanderen bereikt. In 2022 voldeed slechts 1 van de 195 Vlaamse waterlopen aan de Europese kwaliteitsnormen. De eerste zes mestactieplannen blijken ontoereikend te zijn. Na een lichte verbetering van de waterkwaliteit gedurende de jaren 2004 tot en met 2014, kwam er een stagnatie van 2015 tot en met 2022 en ging de waterkwaliteit er in Vlaanderen in 2023 globaal gezien terug op achteruit. Er is geen marge voor een soepeler mestbeleid.